# Арджун Ерігайсі
Арджун Ерігайсі (англ. Arjun Erigaisi) – індійський шахіст, один з наймолодших шахових гросмейстерів у світі.

## Біографія

### Ранні роки
А. Ерігайсі народився 03 вересня 2003 року у місті Варангал штату Телангана.
З восьми років почав займатися шахами. З одинадцяти років тренувався під керівництвом тренера Боллама Сампатха. 
Свою першу перемогу А. Ерігайсі виборов на відбірковому турнірі у віковій категорії до дев’яти років у 2011 році, де посів друге місце. 

### Шахова кар'єра
- У 2017 році отримав титул майстра ФІДЕ.
- У 2018 – титул міжнародного майстра (IM) та гросмейстера (GM)[5].
- У листопаді 2021 року став переможцем турніру Tata Steel Chess India Rapid Tournament[6].
- У березні 2022 році А. Ерігайсі виграв національний чемпіонат Індії MPL та здобув титул національного чемпіона[7].
- У серпні 2022 році виграв шаховий турнір в Абу-Дабі[8].
- У квітні 2024 року Арджун Ерігаїсі переміг на III міжнародному шаховому турнірі Menorca Open A та посів сьоме місце у світовому шаховому рейтингу[9][10].